# Janolus australis
Janolus australis is een slakkensoort uit de familie van de Janolidae. De wetenschappelijke naam van de soort werd in 1884 gepubliceerd door Ludwig Rudolph Sophus Bergh.